# Campana (ville)
Pour les articles homonymes, voir Campana (homonymie).
Campana est une ville de la province de Buenos Aires, en Argentine, et le chef-lieu du partido ou parti de Campana. Elle se trouve sur la rive droite du Río Paraná (bras de las Palmas). 
C'est une ville typiquement industrielle qui est le siège de différentes et importantes industries, en divers cas leaders mondiaux dans leur secteur respectif.

## Géographie
Le grand Campana - Zárate, est situé le long de l'autoroute Buenos Aires – Rosario – Córdoba, sur la route RN 9, et sur la grande voie ferrée de Rosario. On projette d'y construire un port en relation avec l'hidrovía Paraná-Paraguay. Ensemble avec Zárate ces deux villes forment une importante zone industrielle de la conurbation de la mégalopole argentine qui s'étend en fait sur les rives du Paraná - Plata, depuis le Grand La Plata jusqu'au Grand Rosario.

## Population
Selon le recensement de 2010 sa population était de 94 333 habitants.

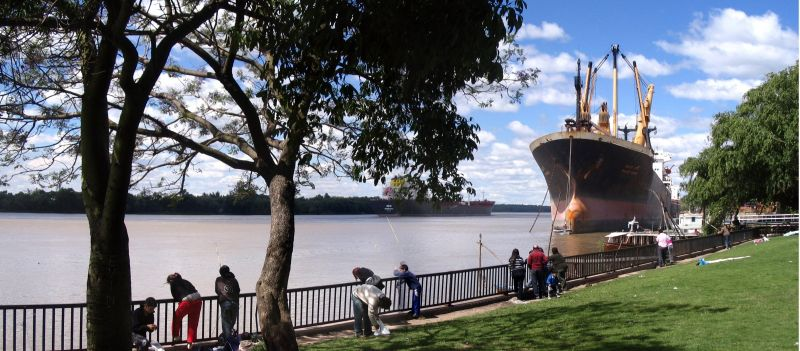
Le fleuve Paraná de las Palmas à Campana.